# Area archeologica di San Basilio
L'area archeologica di San Basilio è un sito archeologico sita nei pressi della tenuta Forzello a San Basilio, frazione del comune di Ariano nel Polesine.
L'area interessa uno scavo di 680 m² complessivi che, tra il 2005 e il 2007, ha portato alla luce un complesso strutturale di epoca romana e paleocristiana, dove ai resti di un imponente horreum, magazzino di granaglie, sono visibili tombe a inumazione alla cappuccina e un battistero di epoca databile tra il IV e gli inizi del V secolo d.C.. Ancora interrata, immediatamente a nord dell'area già scavata, si trova il perimetro di una basilica che si estende verso ovest. Il sito, pluristratificato, è solo uno delle diverse campagne di scavo che si sono susseguite dalla seconda parte del XX secolo che interessano il ben più vasto originario abitato di San Basilio sorto sull'allora linea di costa del Mare Adriatico e presente almeno dal VI secolo a.C..

## Contesto storico
Il territorio che interessa l'odierna frazione di San Basilio, toponimo riferito alla presenza di una chiesa eretta nel IX secolo, era già abitato da popoli paleoveneti che grazie alla vicinanza con la linea di costa e alla presenza di sbocchi sul mare di grandi fiumi avevano creato contatti commerciali con i greci che si spinsero dalla loro patria sempre più a nord delle coste adriatiche. L'espansione in seguito del popolo etrusco, che grazie all'introduzione della cultura villanoviana abbandonarono gli altopiani per scendere nelle pianure dell'attuale Emilia-Romagna e Veneto, si insidiarono a loro volta in questi territori fondendosi con le popolazioni locali per quello che viene indicata come l'Etruria padana.
Recenti campagne di scavo hanno ritrovato i resti delle dune che delimitavano il primo nucleo abitativo con direzione nord-ovest sud-est, diverso dall'odierno nord-sud dovuto alle successive modificazioni del terreno dovuto ai sedimenti che hanno creato negli anni il sistema deltizio del fiume Po. Questo nucleo sorgeva presumibilmente su una bocca di foce del ramo del Po detto Spinetico, sorto con l'apporto sia di maestranze locali che da etruschi provenienti dai territori meridionali, maggiormente abili nel costruire edifici su territori che necessitavano di ricorrenti bonifiche idrauliche.

## Descrizione
L'area si presenta aperta al pubblico, delimitata da una transennatura in legno e coperta da una grande struttura protettiva con volta a botte sorretta da archi in legno lamellare a campata unica.

### Area
L'area si caratterizza per due periodi storici ben distinti. Ad est, in quello che al tempo si affacciava alla costa, si trova l'horreum, l'imponente magazzino che è presumibilmente ancora in gran parte sepolto dal terreno e del quale le dimensioni effettive sono, al 2023, ancora ignote. L'edificio, sorto in epoca altoimperiale, è visibile quindi parzialmente con orientamento nord-sud, sul lato ovest della struttura, nella base del muro perimetrale e dei suoi contrafforti, esposti per 45 m, e più a est in quello che erano i pilastri, le cui basi sono visibili nelle aperture quadrate. La struttura, attiva probabilmente tra la fine del I e il II secolo è ipotizzabile fosse utilizzata come deposito di derrate alimentari di servizio alla stazione di posta della vicina via Popilia.